# Tonći Ćićerić
Tonći Ćićerić (Split, 1984.), hrvatski glazbenik - trombonist i dirigent i glazbeni pedagog i skladatelj,
tekstopisac i glazbeni aranžer.

## Životopis
Rodio se je u Splitu. Nakon završene Opće gimnazije i Srednje glazbene škole u Splitu, diplomirao je 2007. godine trombon na Muzičkoj akademiji u Zagrebu u klasi prof. Šime Vulelije, a još se tijekom studija počeo baviti i dirigiranjem, koje je učio kod Mladena Tarbuka, Harija Zlodre i Mira Sajea. Od 2004. godine umjetnički je ravnatelj i dirigent Gradske glazbe Solin. Od 2012. dirigent je Orkestra Hrvatske ratne mornarice. Apsolvent je poslijediplomskog doktorskog studija etnomuzikologije na Umjetničkoj akademiji u Splitu. Bavi se znanstvenim/etnomuzikološkim, aranžerskim i pedagoškim radom. U 2010. godini bio je suradnik Ministarstva kulture RH i UNESCO-a na projektu međunarodne kulturne suradnje i približavanja tradicijskih kultura Hrvatske i Francuske. Djelovao je kao umjetnički voditelj brojnih dalmatinskih klapa (Vokalisti Salone, klapa Cambi, klapa Tragos...), a od 2007. stalni je honorarni suradnik Orkestra Opere HNK u Splitu. Predsjednik je Zajednice puhačkih orkestara Splitsko - dalmatinske županije i županijske podružnice Hrvatske udruge orkestralnih i komornih umjetnika. Redovni je član Hrvatske udruge orkestralnih i komornih umjetnika i Hrvatske glazbene unije, a pridruženi član Hrvatskog društva skladatelja i Hrvatskog muzikološkog društva.
Bio je nastavnik trombona i srodnih glazbala na Glazbenoj školi Dr. fra Ivana Glibotića u Imotskom i na Glazbenoj školi Ivana Lukačića u Šibeniku. Njegovi su učenici laureati regionalnih i državnih nagrada. Pokrenuo je i osnovao Glazbenu školu "Silvije Bombardelli" Solin te je njen ravnatelj od samog početka. Od 2015. godine povjerenik je WASBE (World Association for Symphonic Bands and Ensembles) za Hrvatsku, svjetske organizacije za simfonijske puhačke orkestre i ansamble.

## Nagrade i priznanja
Primio je nagrade:
- Laureat je Rektorove nagrade Sveučilišta u Zagrebu za 2005. godinu.
- S Gradskom glazbom Solin čiji je ravnatelj i dirigent osvojio je brojne nagrade na domaćim i inozemnim natjecanjima.
- Na XXV. natjecaju hrvatskih puhačkih orkestara 2011. godine dobio je Nagradu Hrvatskog društva skladatelja za najbolju interpretaciju skladbe hrvatskog skladatelja, a 2013. godine proglašen je najboljim dirigentom srednjeeuropskog natjecanja puhačkih orkestara Mitteleuropa Blasmusikfest u Splitu.
- Godine 2010. dobio je Diplomu Hrvatskog sabora kulture za poseban doprinos razvoju hrvatskoga kulturno - glazbenog amaterizma.
- Za izvrsne rezultate u radu s učenicima, u šk.god. 2011./12. dodijeljeno mu je priznanje Ministarstva znanosti, obrazovanja i športa RH i Agencije za odgoj i obrazovanje.

## Vanjske poveznice
- ZAMP